# Antonio Valencia
Luis Antonio Valencia Mosquera (Nueva Loja, 4 augustus 1985) is een Ecuadoraans voormalig betaald voetballer die bij voorkeur als rechtsachter speelde. Hij speelde tussen 2003 en 2021 onder meer voor Villarreal, Wigan Athletic en Manchester United. Valencia debuteerde in maart 2005 in het Ecuadoraans voetbalelftal, waarvoor hij meer dan negentig interlands speelde.

## Clubcarrière
De professionele loopbaan van Valencia begon in 2003 bij El Nacional. Twee jaar later haalde Villarreal hem naar Spanje. Hij kwam twee wedstrijden voor Villarreal zelf uit, dat hem nog in hetzelfde seizoen verhuurde aan Recreativo Huelva, waarmee Valencia als kampioen van de Segunda División A promoveerde naar de Primera División. In het seizoen 2006/07 werd hij verhuurd aan Wigan Athletic. Daar werd aan het begin van het seizoen 2007/08 zijn huurcontract met een jaar verlengd, waarna Wigan hem definitief inlijfde.
In juni 2009 vertrok Valencia van Wigan Athletic naar Manchester United als opvolger van de naar Real Madrid vertrokken Cristiano Ronaldo. Gedurende het seizoen groeide hij uit tot een vaste kracht, waarin hij tot vijfendertig wedstrijden en vijf doelpunten kwam. Het tweede seizoen verliep minder voorspoedig; in de UEFA Champions League-thuiswedstrijd tegen Rangers brak hij zijn been in een wedstrijd met Kirk Broadfoot. Manchester United gaf Valencia in juli 2011 een nieuw contract tot aan de zomer van 2015.
In juli 2012 kreeg hij het rugnummer 7 toebedeeld, waardoor Nick Powell zijn nummer 25 erfde. Valencia scoorde in het seizoen 2012/13 een keer in dertig competitiewedstrijden. Op 11 augustus 2013 verklaarde Manchester United dat Valencia weer met zijn oude shirtnummer ging spelen. Ook in de seizoenen 2013/14 en 2014/15 was Valencia een vaste waarde in de selectie van United. Valencia werd door zijn nieuwe trainer, Louis van Gaal, omgetoverd van rechtsbuiten tot rechtsback.
Hij verruilde Manchester United in juli 2019, na een dienstverband van tien seizoenen, transfervrij voor LDU Quito. Op 27 november 2020 tekende Valencia transfervrij bij het Mexicaanse Querétaro. Op 12 mei 2021 kondigde de Ecuadoriaan zijn afscheid als profvoetballer aan.

## Clubstatistieken
| Seizoen | Club                | Competitie             | Duels | Goals |
| ------- | ------------------- | ---------------------- | ----- | ----- |
| 2003    | El Nacional         | Campeonato Ecuatoriano | 27    | 2     |
| 2004    | El Nacional         | Campeonato Ecuatoriano | 42    | 5     |
| 2005    | El Nacional         | Campeonato Ecuatoriano | 14    | 4     |
| 2005/06 | Villarreal          | Primera División       | 2     | 0     |
| 2005/06 | → Recreativo Huelva | Segunda División A     | 12    | 0     |
| 2006/07 | → Wigan Athletic    | Premier League         | 22    | 1     |
| 2007/08 | → Wigan Athletic    | Premier League         | 31    | 3     |
| 2008/09 | → Wigan Athletic    | Premier League         | 31    | 3     |
| 2009/10 | Manchester United   | Premier League         | 34    | 5     |
| 2010/11 | Manchester United   | Premier League         | 10    | 1     |
| 2011/12 | Manchester United   | Premier League         | 27    | 4     |
| 2012/13 | Manchester United   | Premier League         | 30    | 1     |
| 2013/14 | Manchester United   | Premier League         | 29    | 2     |
| 2014/15 | Manchester United   | Premier League         | 32    | 0     |
| 2015/16 | Manchester United   | Premier League         | 14    | 0     |
| 2016/17 | Manchester United   | Premier League         | 28    | 1     |
| 2017/18 | Manchester United   | Premier League         | 31    | 3     |
| 2018/19 | Manchester United   | Premier League         | 6     | 0     |
| 2019    | LDU Quito           | Campeonato Ecuatoriano | 10    | 0     |
| 2020    | LDU Quito           | Campeonato Ecuatoriano | 4     | 0     |
| 2021    | Querétaro           | Primera División       | 15    | 1     |
| Totaal  | Totaal              | Totaal                 | 451   | 36    |

## Interlandcarrière
Valcencia maakte op 27 maart 2005 tegen Paraguay zijn debuut in het Ecuadoraans voetbalelftal. Hij scoorde die wedstrijd meteen tweemaal. Valencia maakte deel uit van de nationale selectie tijdens onder meer het WK 2006, waar hij in alle vier de wedstrijden van Ecuador in actie kwam. Door de FIFA werd hij genomineerd voor de Gillette Best Young Player Award, een prijs voor de meest talentvolle voetballer van het toernooi. Hoewel hij de meeste stemmen kreeg bij de internetstemming, won Lukas Podolski de trofee.
| WK-statistieken | Club              | Positie      | W |   |   | D | A |   |   |   |
| --------------- | ----------------- | ------------ | - | - | - | - | - | - | - | - |
| WK voetbal 2006 | Recreativo Huelva | Middenvelder | 4 | 0 | 2 | 0 | 1 | 2 | 0 | 0 |
| WK voetbal 2014 | Manchester United | Middenvelder | 3 | 0 | 0 | 0 | 0 | 1 | 0 | 1 |

## Erelijst
| Competitie          |             |                  |             |             |
| Competitie          | Aantal      | Jaren            |             |             |
| El Nacional         | El Nacional | El Nacional      | El Nacional | El Nacional |
| ------------------- | ----------- | ---------------- | ----------- | ----------- |
| Serie A (Clausura)  | 1x          | 2005             |             |             |
| Manchester United   |             |                  |             |             |
| UEFA Europa League  | 1x          | 2016/17          |             |             |
| Premier League      | 2x          | 2010/11, 2012/13 |             |             |
| FA Cup              | 1x          | 2015/16          |             |             |
| EFL Cup             | 2x          | 2009/10, 2016/17 |             |             |
| FA Community Shield | 3x          | 2010, 2013, 2016 |             |             |
| LDU Quito           |             |                  |             |             |
| Copa Ecuador        | 1x          | 2019             |             |             |